# 莖狀弓杜父魚
莖狀弓杜父魚，為輻鰭魚綱鮋形目杜父魚亞目杜父魚科的其中一種，為溫帶海水魚，分布於北太平洋阿留申群島海域，棲息在底層水域，生活習性不明。